# 西港區
23°07′23″N 120°12′12″E / 23.122933°N 120.203427°E
西港區，舊稱「西港仔」，前身「西港鄉」，位於臺灣臺南市西部，北接佳里區，西連七股區，南鄰安定區、安南區，東北則鄰麻豆區。全境除新復里以外，土地皆位於曾文溪北岸，海拔約為5公尺。昔為臺江內海內港，後來因臺江內海淤塞陸化，失去港口機能，轉而變成附近農產品交易中心，其中胡麻為該區代表農作物，故有「胡麻的故鄉」之美譽。

## 地名由來
西港區的名稱來自過去臺江內海港口之一的「西港仔港」與港口周邊的市街「西港仔街」，後人將「西港仔」簡化成「西港」:577:220。至於「西港仔」一名的由來，則有位在「直加弄港」（今安定區）西邊或後營（今西港區後營里、營西里）西邊等說法:577。

## 歷史沿革
西港區在過去大部分是臺江內海的一部分:577，剩下的陸地則可能是西拉雅族蕭壠社的地盤:220:577。明鄭時期，西港一地隸屬天興州（縣）永定里，據說鄭軍即在後營地區（後營里、營西里）屯墾:220:577。
進入清朝時期後，永定里在康熙廿二年（1683年）之後改稱「安定里」，隸屬諸羅縣:220:577。康熙六十年（1721年）前後分設「安定里東保」和「安定里西保」，迨「朱一貴事件」時，因地方民番助戰有功而興建向忠亭，「安定里東保」乃改稱「向忠里」:220:577、578。並設有碑文紀念，現存放於西港玉勅慶安宮廟旁。
道光三年（1823年）灣裡溪（曾文溪）在暴風雨後改道，將大量泥沙帶入臺江內海，使得臺江內海逐漸陸化:577。道光十五年（1835年）嘉義縣與臺灣縣的縣界調整，以改道後的「曾文溪」為新縣界:578。該年也設立了西港仔保:220。
進入日治時期後，西港仔保改為西港仔堡，在明治卅四年（1901年）隸屬於鹽水港廳，明治四十二年（1909年）行政區劃調整後改隸臺南廳:220:578。大正九年（1920年）行政區劃改為州郡街庄制，今西港區一帶設西港庄，屬臺南州北門郡:220:578。
二次大戰後，民國卅十五年（1946年）將西港庄改為西港鄉，隸屬臺南縣北門區:220:578，設有西港、新復、永樂、中東、南海、竹林、劉厝、八份、三樂、檨林、後營、營西、金砂等13個村:578。「縣轄區」裁撤後，直屬於縣。其後境內村數歷經兩次變更，至1988年起，西港鄉的總村數為12村:578。2010年12月25日因行政區劃改制，改為西港區。

## 人口
根據臺南市佳里戶政事務所統計，2024年底西港區戶數約9.3千戶，人口約2.5萬人。由於南科人口外溢效應與交通建設推動的影響，自2022年起逐漸促進西港區房屋新建案的增加，外來人口有上升的趨勢。區內人口最多與最少的里分別是慶安里與金砂里，2024年底兩里人口分別為4,909人與794人。

## 政治

### 歷任首長

#### 鄉長
| 屆次 | 姓名   | 備註 |
| ---- | ------ | ---- |
| 1    | 郭泰山 |      |
| 2    | 黃振聲 |      |
| 3    | 黃振聲 | 過世 |
| 3    | 李長榮 | 補選 |
| 4    | 黃圖   |      |
| 5    | 謝當凱 |      |
| 6    | 謝當凱 |      |
| 7    | 李長榮 |      |
| 8    | 慶明   |      |
| 9    | 慶明   |      |
| 10   | 謝英雄 |      |
| 11   | 謝英雄 |      |
| 12   | 卓華民 | 解職 |
| 12   | 黃嘉淦 | 補選 |
| 13   | 黃嘉淦 |      |
| 14   | 維祥   |      |
| 15   | 維祥   |      |

#### 區長
| 任次 | 姓名   | 備註 |
| ---- | ------ | ---- |
| 1    | 陳玉賢 |      |
| 2    | 陳麗娟 |      |
| 3    | 林耿漢 |      |
| 4    | 李鴻裕 |      |

### 區政組織

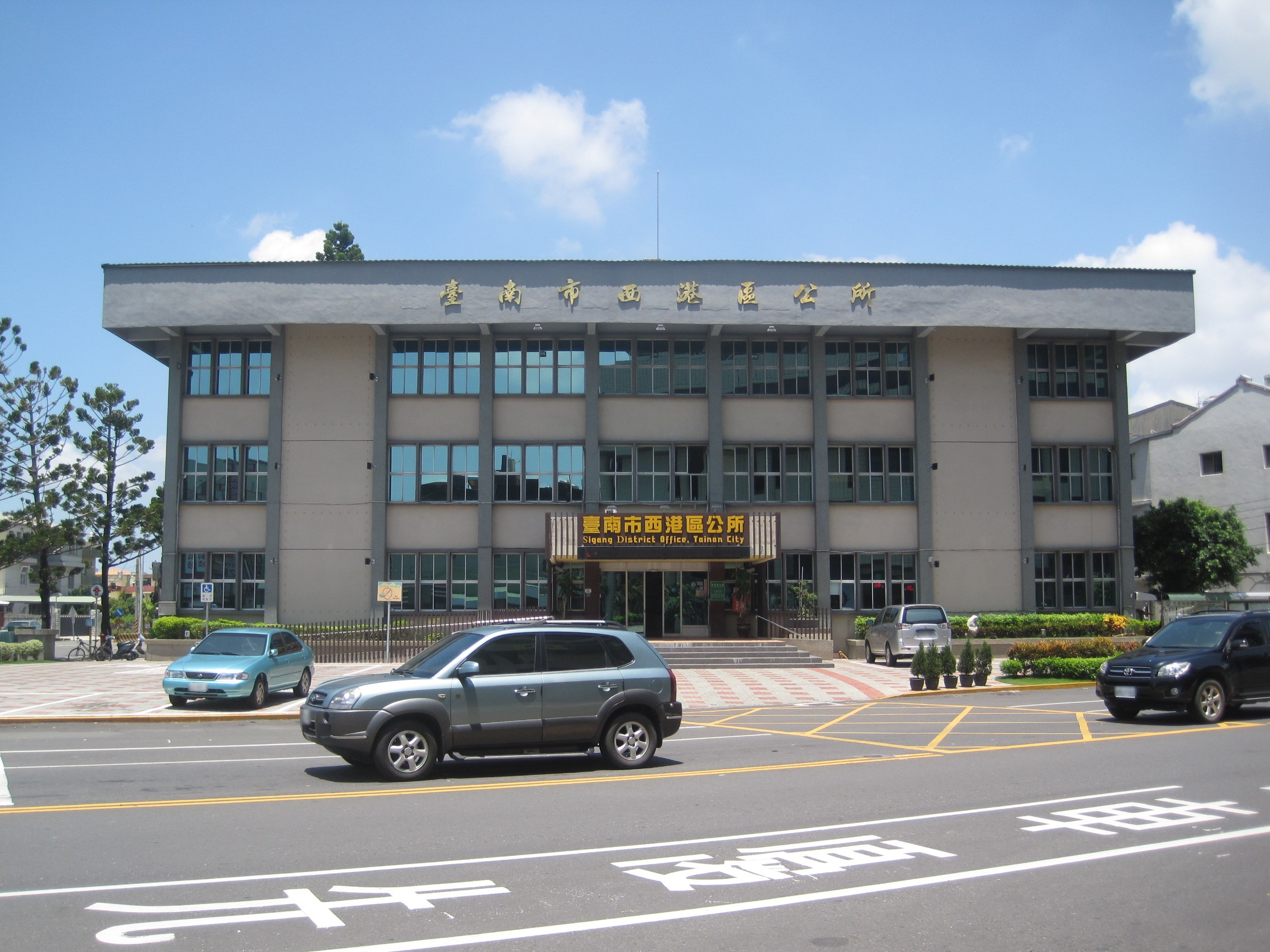
西港區公所

西港區公所是臺南市政府在西港區的派出機關，在中華民國政府架構中為市政府綜理區政的執行機關，上級業務監督機關為臺南市政府。区长由市長任命，其任期為無任期保障。在區長及主任秘書之下，設有4課3室等7個內部單位。

### 行政區
現今西港區行政範圍的確立，來自於1920年，日本將臺灣十二廳改為五州二廳，設西港庄屬臺南州北門郡。西港庄轄檨子林、下宅子、劉厝、後營、八分、大塭寮、西港、中州、南海埔等9個大字。1946年1月，改為「西港鄉」，屬臺南縣北門區。1950年，裁撤區署，西港鄉改直隸於臺南縣。2010年12月25日，臺南縣市合併改制為直轄市，西港鄉改制為市轄區「西港區」，隸屬臺南市。
西港區共轄12個里，其行政區域分布情形為：
| 西港區行政區劃 |        |      |        |      |        |
|                |        |      |        |      |        |
| 編號           | 里名   | 編號 | 里名   | 編號 | 里名   |
| 1              | 金砂里 | 2    | 後營里 | 3    | 檨林里 |
| 4              | 港東里 | 5    | 西港里 | 6    | 營西里 |
| 7              | 慶安里 | 8    | 劉厝里 | 9    | 竹林里 |
| 10             | 南海里 | 11   | 永樂里 | 12   | 新復里 |

## 村落廟宇
- 西港玉勅慶安宮
- 劉厝里聖帝宮
- 劉厝里蚶西港開仙真宮保生大帝
- 大竹林汾陽殿
- 大塭寮保安宮
- 檨仔林鳳安宮
- 後營普護宮
- 中港廣興宮

## 教育

### 高級中學
- 臺南市私立港明高級中學

### 國民中學
- 臺南市立西港國民中學
- 臺南市私立港明高級中學國中部

### 國民小學
- 臺南市西港區西港國民小學
- 臺南市西港區後營國民小學
- 臺南市西港區松林國民小學【檨仔林】
- 臺南市西港區成功國民小學【大竹林】
- 臺南市西港區港東國民小學

## 交通

### 公路

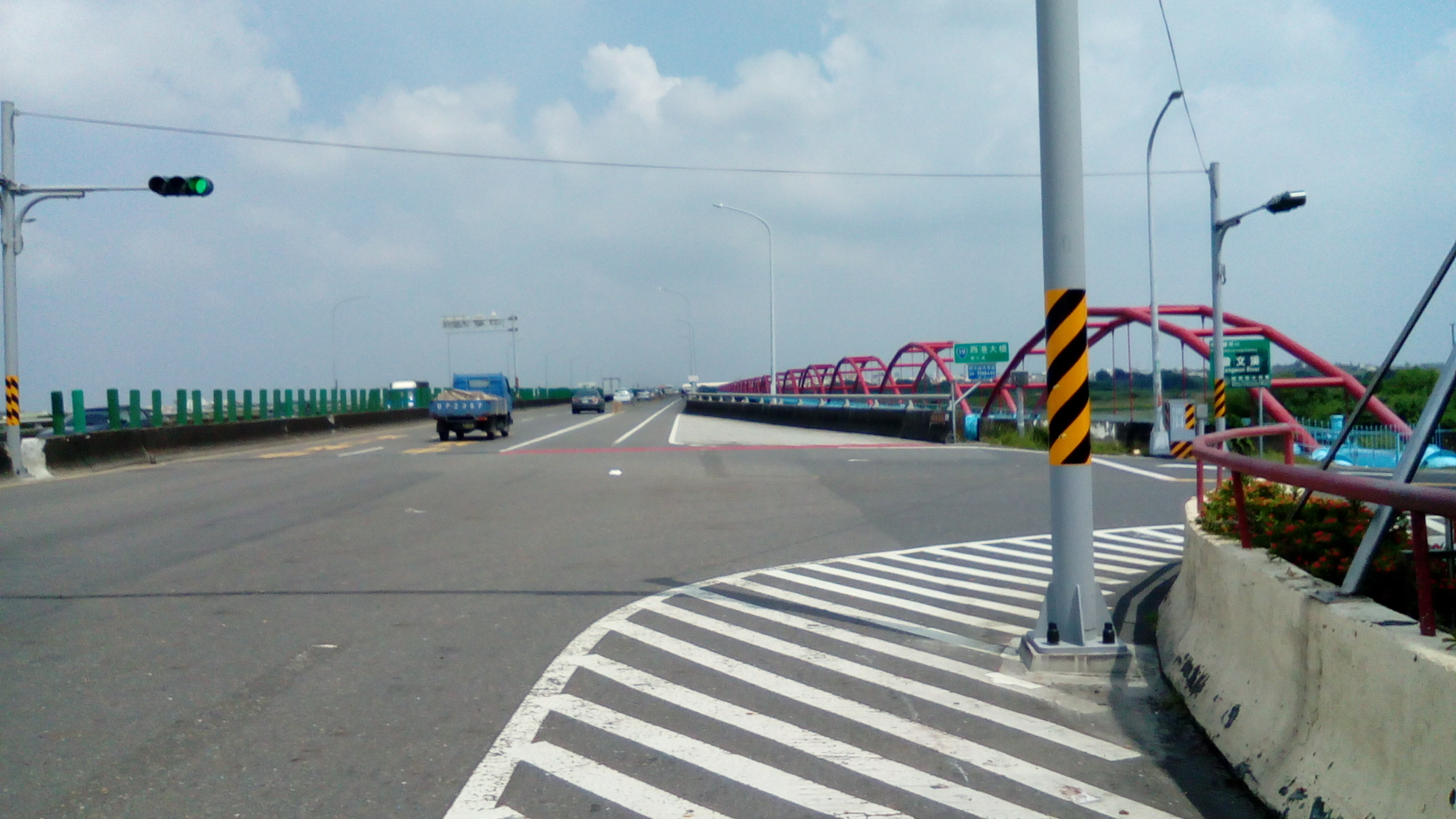
連結西港與安定兩區的西港大橋

- 台19線：佳里區 - 西港區 - 安定區
- 市道173號：麻豆區 - 西港區 - 七股區

### 客運
- 大台南公車[14]

| 編號   | 路線                       | 營運單位   | 備註                                                                                         |
| ------ | -------------------------- | ---------- | -------------------------------------------------------------------------------------------- |
| 9      | 臺南轉運站－東溪埔寮福安宮 | 統聯客運   | - 九人座小巴班次繞駛公親里。 - 10班次使用九人座小巴營運。                                    |
| 藍幹線 | 安平工業區－西港－佳里     | 興南客運   |                                                                                              |
| 藍21   | 佳里－義和－九塊厝         | 興南客運   |                                                                                              |
| 藍22   | 佳里－七十二份－九塊厝     | 興南客運   |                                                                                              |
| 藍29   | 西港－金砂里－奇美佳里分院 | 台一大車隊 | - 全線使用小黃公車營運。                                                                     |
| 藍30   | 西港－大塭寮－佳里         | 皇冠交通   | - 全線使用小黃公車營運。                                                                     |
| 橘11   | 麻豆轉運站－西港           | 興南客運   | - 部分班次延駛至下營區公所、安南醫院。 - 部分班次延駛至臺南轉運站，不經安南醫院。            |
| 橘11-1 | 麻豆轉運站－臺南轉運站     | 興南客運   | - 部分班次延駛至下營區公所。 - 部分班次繞駛成大醫院（勝利路）。 - 跳蛙公車，僅停靠部分站點。 |

### 公共自行車
臺南市YouBike 2.0於2023年2月23日正式營運，截至2025年1月17日於西港區內設置3處站點。

## 旅遊

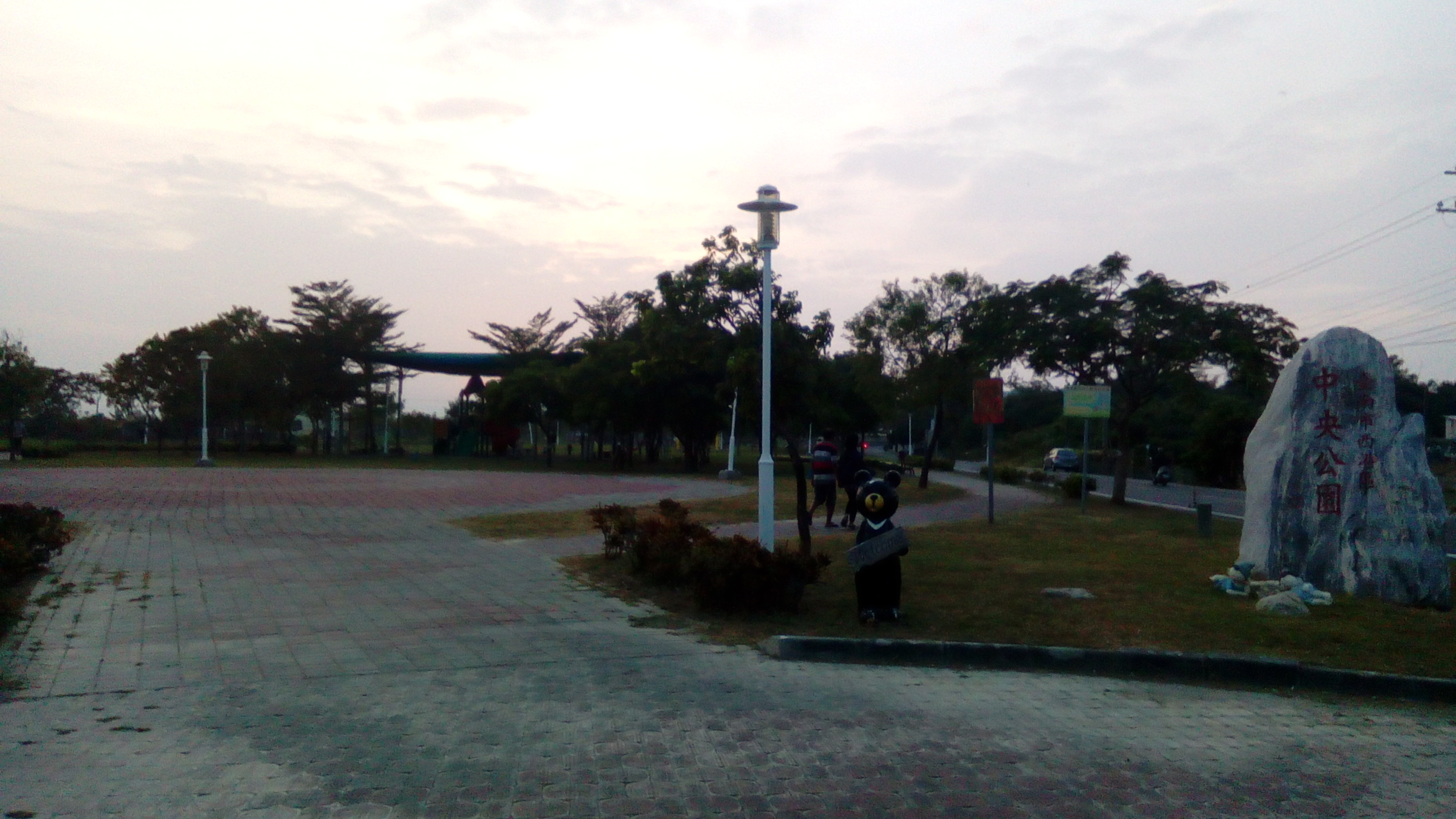
西港區中央公園

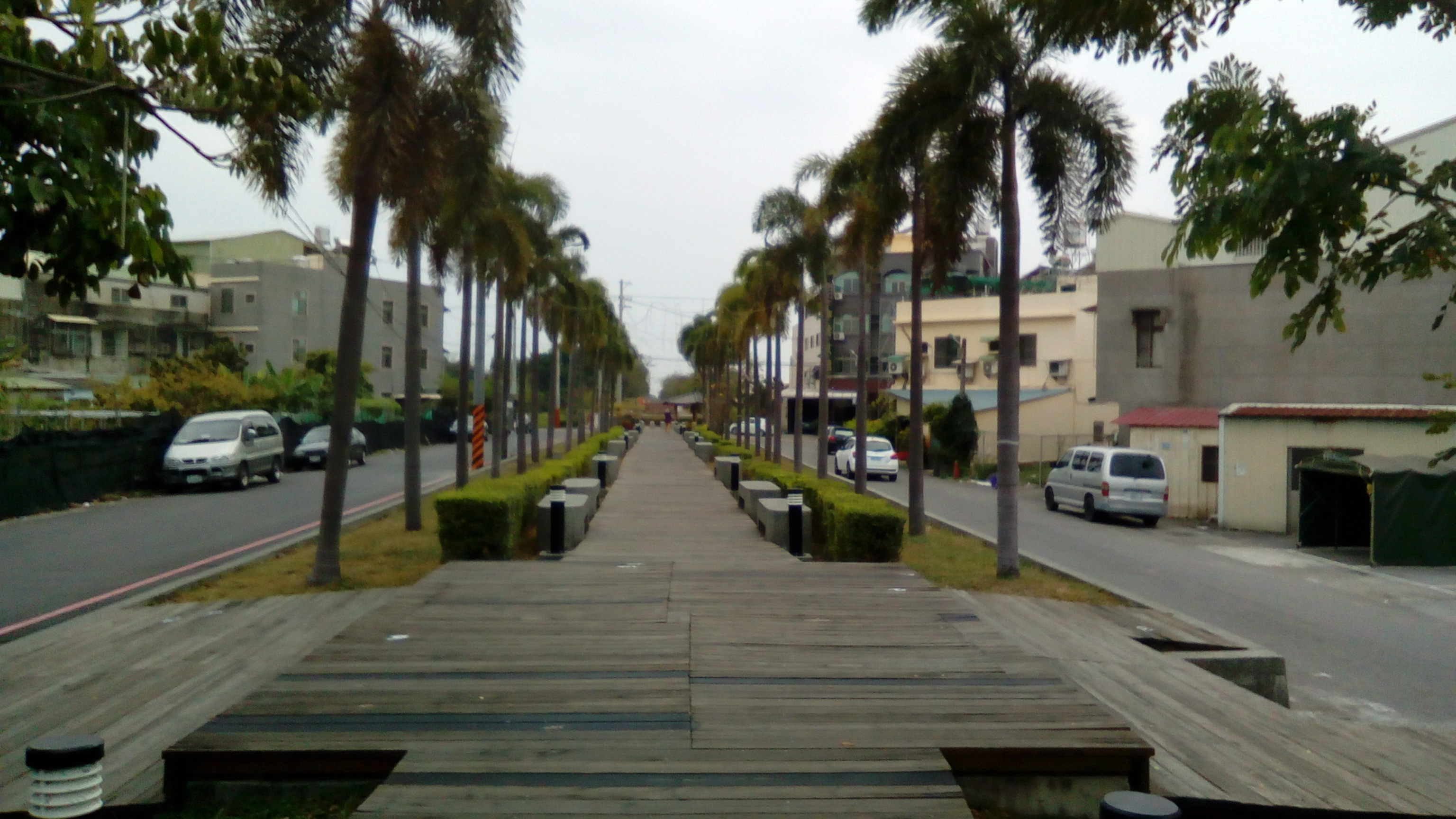
西港綠川廊道

- 曾橋晚照：曾橋晚照就是西港大橋上夕陽落下的景像。西港大橋原名「君代橋」，昭和11年（1936年）竣工，戰後改稱現名。而往昔與車輛奔行於西港大橋的南北平行預備線臺糖小火車，亦隨著臺糖停止製糖而停行了。如今曾橋晚照的美麗，只留存於照片中了。
- 西港慶安宮：西港區的大廟，又稱做「西港仔廟」[6]:221。該廟定期舉辦的西港香是南瀛五大香之一，三年一醮（丑、辰、未、戌年），號稱臺灣第一香。
- 中央公園
- 西港綠川廊道

## 特產
- 稻米、甘蔗、玉米、芝麻
  - 近年常有「胡麻祭」之活動。

## 外部連結
- 西港區公所 （页面存档备份，存于）
- 西港慶安宮、西港刈香、西港導覽
- 西港微電影－〖遇見〗 （页面存档备份，存于）